# Kaspar Hauser
Kaspar Hauser (¿30 de abril de 1812?-Ansbach, Franconia, Alemania, 17 de diciembre de 1833) fue un adolescente alemán famoso en Europa por el misterio en torno a su origen y a su muerte. Su carácter era el de un niño salvaje, por lo que se sabe que creció en cautiverio en completo aislamiento. Desde su aparición se especuló sobre su posible pertenencia a una casa real, en particular a la familia gobernante en Baden. Ha sido llamado el huérfano de Europa.

## Orígenes de la leyenda
El 26 de mayo de 1828 apareció en la ciudad de Núremberg (Baviera/Alemania) un joven extraño de unos 16 años y de aspecto descuidado. Llevado a una comisaría apuntó el nombre de "Kaspar Hauser". En una carta al militar Friedrich von Wessing que llevaba consigo el chico, se había escrito igualmente este nombre. Además mencionó la fecha de nacimiento como el 30 de abril de 1812. El niño parecía llevar años sin tener contacto con personas

## Descripción de Kaspar Hauser

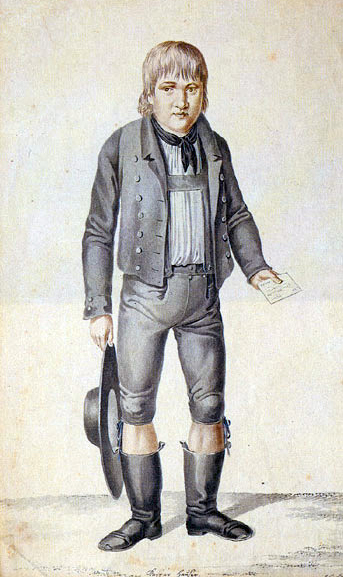
Kaspar Hauser.

Su estado mental era tal que levantó el interés de juristas, teólogos y pedagogos que llevaron a cabo multitud de ensayos para enseñarle a hablar, leer y escribir. Su mentor y representante legal Anselm von Feuerbach describió que en un principio la leche y la carne le daban asco a Kaspar y que solo se alimentaba con pan y agua. Se descubrió asimismo que había sido mantenido cautivo durante mucho tiempo, aunque nunca se consiguió averiguar el secreto de su procedencia.

## Hipótesis sobre sus orígenes
Ya durante su vida en Núremberg hubo diferentes rumores sobre sus posibles padres. Anselm von Feuerbach estaba convencido de que se trataba de un príncipe badense alemán, que había sido sustituido por un niño moribundo a causa de intrigas dinásticas.
En 1996 la revista alemana "Der Spiegel" y la ciudad de Ansbach mandaron analizar unas manchas de sangre encontradas en unos calzoncillos que pertenecieron supuestamente a Kaspar Hauser. Según el resultado de este análisis, el sujeto no era miembro de la familia reinante de Baden. En un análisis realizado en 2002 sobre material genético de otra prenda guardada en el Museo de Kaspar Hauser y de la herencia de Anselm von Feuerbach, se llegó a otra conclusión. Según este resultado había una gran concordancia, aunque no del 100%, con la huella genética de Astrid von Medinger (una descendiente de la esposa de Carlos II de Baden, Estefanía de Beauharnais). Por tanto, se apuntó una posibilidad bastante plausible. Además se determinó que la mancha de sangre del primer análisis no pertenecía a Kaspar Hauser.
En 2024, un nuevo estudio que corrobora el análisis anterior mediante secuenciación paralela masiva descartó la teoría del príncipe demostrando que el ADN mitocondrial haplotipos en todas las muestras atribuidas a Hauser, incluida la muestra de sangre examinada anteriormente, eran idénticas y diferentes del linaje mitocondrial de la Casa de Baden.

## El enigma de su muerte
Otro de los grandes misterios que rodean el caso es su propia muerte. Los médicos que practicaron la autopsia, concluyeron que era muy difícil que él mismo pudiera haberse provocado las heridas que llevaron a su muerte y que el escrito encontrado a su lado no indicaba nada concreto.
La hipótesis más reciente añade otra variante a las especulaciones ya existentes. Según esta teoría podría tratarse del hijo ilegítimo de Napoleón Bonaparte con Estefanía de Beauharnais, la esposa de Carlos II de Baden. El matrimonio no era muy feliz y podría haberse producido un encuentro entre Estefanía y su ídolo Napoleón antes de la guerra con Rusia. Existen varias similitudes físicas entre Kaspar y Napoleón II. La misma distancia entre la nariz y el labio superior, barbillas similares o la misma frente. Hay que tener en cuenta que un hijo extramatrimonial hubiese sido poco deseado tanto por parte de Napoleón como por la dinastía de Baden.
Esta teoría explicaría por qué Kaspar habría pasado sus primeros años de vida en palacios (según sus propios recuerdos) y solo después, tras la caída de Napoleón, se le escondió. Una primera parte de su cautiverio la habría pasado en unas mazmorras cerca de Laufenburg. A esto apunta un mensaje encontrado en una botella y escrito presuntamente por otro encarcelado, diciendo "...mi escondrijo se encuentra bajo tierra y es desconocido incluso a él que le han robado el trono". Se trataría en este caso del trono de Francia (aunque un hijo ilegítimo no hubiera tenido derecho a ocuparlo como emperador) o del gran ducado de  Baden.
La segunda parte de su cautividad la pasó probablemente en el palacio de Pilsach a tan solo unos 35 km de Núremberg, donde fue encontrado. Aquí se descubrió, en 1924, por azar una habitación escondida que concuerda con la descripción dada por Kaspar Hauser. Durante unas reformas en 1984 se encontró además un caballo de juguete, que también aparece en las descripciones de Kaspar Hauser, y restos de ropa.

## Obras sobre el enigma de Kaspar Hauser

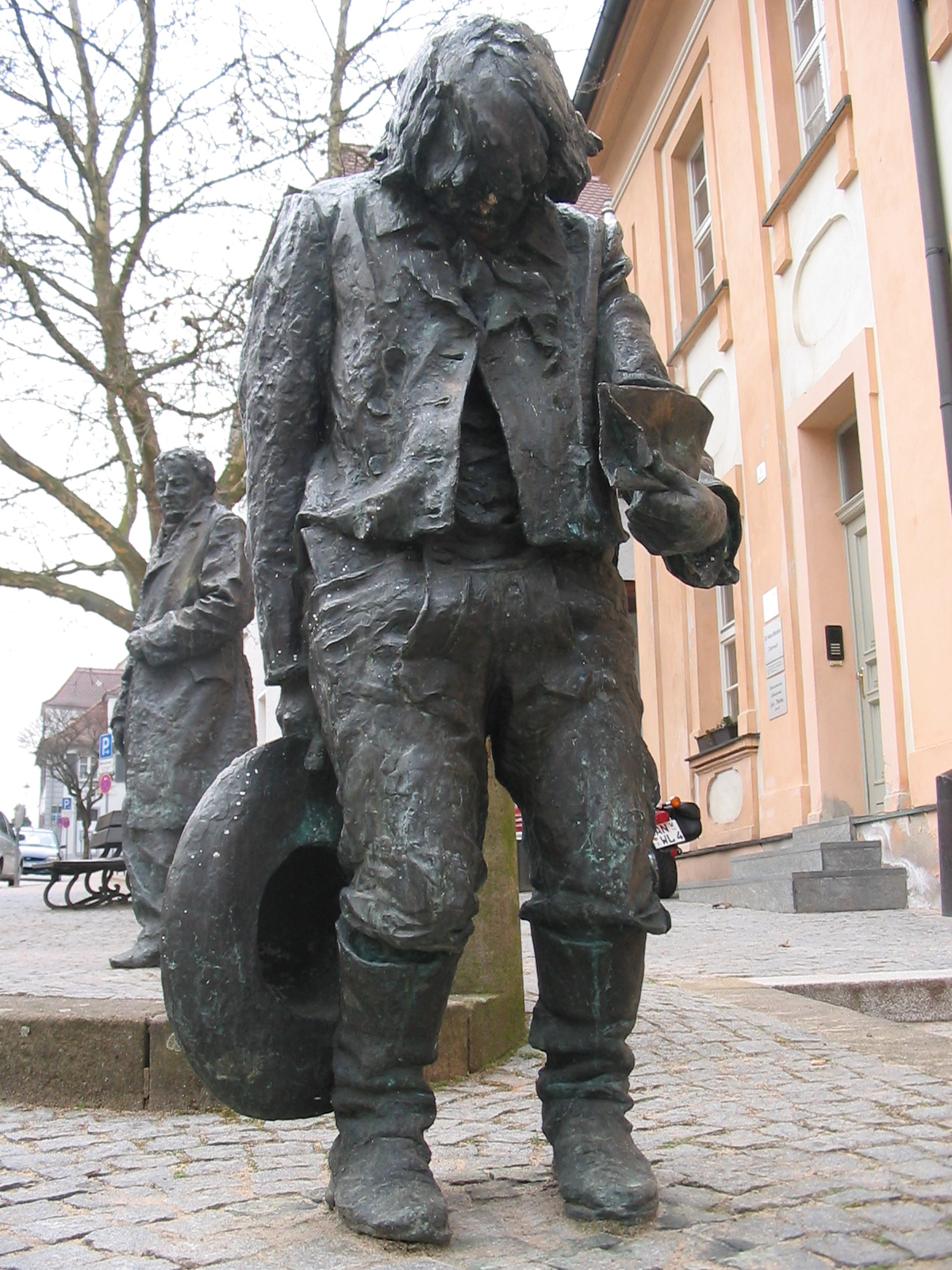
Estatua de Kaspar, Ansbach, Alemania.

El fenómeno de Kaspar Hauser ha inspirado a numerosos autores, científicos y productores de cine. Unos ejemplos serían el drama Gaspar Hauser (1838) del escritor francés Adolphe Philippe Dennery, la novela "Caspar Hauser oder die Trägheit des Herzens" (Caspar Hauser o la indolencia del corazón) de Jakob Wassermann (1908), además del drama "Kaspar" de Peter Handke.
- Kurt Tucholsky utilizó el pseudónimo "Kaspar Hauser" en el género de chanson alemán.
- Werner Herzog llevó la historia a la gran pantalla bajo el título Jeder für sich und Gott gegen alle (Cada uno por su parte y Dios contra todos).
- La misma historia fue utilizada de nuevo por Peter Sehr (1993) con el título "Kaspar Hauser - Verbrechen am Seelenleben eines Menschen" (Kaspar Hauser - crimen contra el espíritu de una persona).
- En Ansbach se celebran los festivales Kaspar Hauser con periodicidad bienal. Además se ha levantado una estela en el lugar donde presuntamente Hauser fue apuñalado en 1833, y en el museo de la ciudad hay un apartado dedicado a él.
- Paul Auster se inspiró en él para crear el personaje de Peter Stilman, en la novela "Ciudad de cristal".
- El espectáculo "Kaspariana" del Odin Teatret (1967) parte de un texto de Ole Sarvig sobre el mito de Kaspar Hauser.
- El poeta Georg Trakl escribió el poema llamado "Canción de Kaspar Hauser" ("Kaspar Hauser Lied").
- Paul Verlaine escribió en 1881 el poema "Gaspar Hauser Chante".
- El escritor Karl Gutzkow publicó su novela Los hijos de Pestalozzi en 1870 (Die Söhne Pestalozzis), basada en la vida de Kaspar Hauser.
- Jakob Wassermann publicó en 1908 su novela más famosa, Caspar Hauser oder die Trägheit des Herzens (Gaspar Hauser o la indolencia del corazón)
- El cineasta underground español Alberto Gracia realizó en 2013 El quinto evangelio de Caspar Hauser, premio de la crítica en el Festival de Rotterdam y una de las versiones más oscuras y alegóricas de esta historia.
- La poeta Laure Gauthier publicó en 2018 kaspar de pierre, un libro de poesía que es una reescritura de la leyenda de Kaspar Hauser, donde desarrolla una reflexión sobre el lenguaje.[5]

## Su nombre en la ciencia: psicología y etología
El nombre de "Kaspar Hauser" se utiliza también en etología. Se refiere a experimentos en los que se crían animales jóvenes en condiciones tales que les resulta imposible aprender de animales adultos. Así se puede distinguir entre comportamiento aprendido y comportamiento instintivo (véase el artículo sobre el debate natura-nurtura).[cita requerida]
También se conoce como síndrome de Kaspar Hauser el que se produce si los niños crecen durante mucho tiempo sin afecto paterno o incluso sin el contacto con otras personas.[cita requerida]

## Música relacionada con el caso
- La canción Kaspar Hauser Could See The Stars In The Daytime del grupo Exotic Animal Petting Zoo
- La canción Kaspar Hauser del grupo de rap argentino mc.
- La canción Gaspard del cantautor francés Georges Moustaki, basada en el poema de Paul Verlaine.
- La canción Kaspar Hauser de la banda alemana Dschinghis Khan.
- La canción Kaspar de la banda BAP, que canta en alemán coloniense o idioma kölsch.
- La canción The Legend Of Kaspar Hauser, del músico francés Vitalic.
- La canción Kaspar, del cantautor alemán Reinhard Mey.[6]
- Wooden Horse (Caspar Hauser's Song), de Suzanne Vega, incluida en su álbum Solitude Standing, de 1987.
- Subterránea, álbum conceptual de la banda británica de rock progresivo IQ (1997), vagamente inspirado en la historia de Kaspar Hauser.
- Kaspar Hauser, ópera de la compositora estadounidense Elizabeth Swados (2007).
- "Kaspar Hauser", una banda de rock alternativo de Amherst de principios de los 80.
- El grupo estadounidense de pop experimental, Mothfight.
- El grupo inglés Intercontinental Music Lab tiene la canción I want to be a rider.
- El grupo valenciano Sexy Pantalón y su canción Kaspar Hauser.
- El grupo estadounidense Glocca Morra, la canción Kaspar Hauser Lied.
- Los dj valencianos Kaspar & Hauser.
- "Kaspar Hauser", tema de Álvaro Díaz y Pedropiedra para el late show Aló.